# Paltas
Los paltas, son un pueblo preincaico que vive en el sur de Ecuador, concretamente en la actual provincia de Loja. Son pueblos originarios de la Amazonía emparentados con los bracamoros (los actuales shuar). Se estima que el pueblo palta antes de la invasión inca tenía unas 100.000 personas.

## Orígenes
Los paltas son considerados como originarios de lea Amazonía como un grupo jíbaro que, tramontando la Cordillera Oriental de los Andes, se asentó en los territorios de la actual Loja, rompiendo la unidad "Puruhá-Cultura Moche" de los doblamientos de la Sierra andina. Esto, que se venía planteando como una simple hipótesis, entre otras, hasta mediados de la década pasada, por diversos investigadores tiene amplia aceptación. La ocupación del espacio, de los Paltas se dio como es lógico desde la ceja de la selva (bosque tropical de montaña) en la Mapa de la ciudad de Loja, Archivo Indias parte de las serranías orientales lojanas, siguiendo las cuencas de los ríos Catamayo-Chira y Puyango-Tumbes, aguas abajo. Estas tierras están llenas de recursos y posibilidades: agua abundante, tierras fértiles, espacios muy cortos todos los climas y todos los pisos ecológicos, clima benigno, todos los paisajes, bosques exuberantes, buenos pastos, un inmenso potencial aurífero. El Valle de Cuxibamba, por su feracidad y ubicación estratégica se constituyó en la sede del poder de los paltas en un centro de intercambio, muy activo. Si en el Valle de Cuxibamba, indudablemente capital reconocido de la nación Palta, a la llegada de los españoles convivían pacíficamente caciques, pobladores de todas las provincias del sur, esto con seguridad significa que se había formado una confederación de los pueblos del sur del Ecuador actual, que reconocían y aceptaban su pertenencia a la nación Palta.

### Desarrollo social y económico
Los paltas constituyen una cultura eminentemente agraria que tenía la base principal de su alimentación en el maíz y la yuca. El maíz era el "regalo de los dioses" el cual ahuyentó históricamente de nuestros pueblos las hambrunas y crisis alimentarias que otros pueblos del planeta han sufrido persistentemente. Los Paltas manejaban diferentes pisos ecológicos y dos tipos de agricultura; la de secano o temporal o “rosas de monte”, y la de las vegas de los ríos poseen tierras con riego, implica muchas cosas: un buen manejo del agua y del riego, un cálculo preciso del tiempo para sembrar con la debida oportunidad cuando se aproximan las lluvias, una clara concepción del arte agrícola. En aquellos tiempos Marcos Jiménez de la Espada, en su relación y descripción de la ciudad de Loxa, nos dice que los años contaban por meses lunares de doce lunas hacían un año y dividían los tiempos por veranos e inviernos y por el tiempo de sembrar sus mantenimientos y coger los que en eso tienen gran cuenta y orden.
El maíz y la agricultura bien manejados permitieron que estos pueblos se desarrollaran. El maíz alimentaba por igual a todos los habitantes de la nación palta: (sacerdotes, comerciantes, soldados, mineros, agricultores). Del maíz y por el maíz se desarrolló la cultura Palta: una cultura sin arado, sin moneda, sin escritura, sin animales de tiro. Los Paltas desarrollaron una cultura compleja y diversificada, una elaborada alfarería y metalurgia, y complejos sistemas organizativos, conocidos hoy en día como Cacicazgos o Señoríos Étnicos, manejaron cuatro pisos ecológicos: a) las zonas altas entre los 2000 y 3000 metros como Guachanamá, Celica y Provincia de Loja. b) las zonas templadas como Catacocha, Cariamanga; c) las zonas subtropicales secas como: Pózul. Dominguillo; y, d) el tropical seco, Macará y Zapotillo. En esta serie de pisos y nichos ecológicos los Paltas obtenían una producción muy diversa: maíz, fréjol, yucas, calabazas, maní y un conjunto de frutales: paltas, ciruelas, chirimoyas, guabas, tunas, toronches, jícaros, tumbos; peces de río y apangoras, y el cuy en las casas, como lo señala Salinas y Loyola en 1571.
La baja mortalidad puede ser el resultado de un avanzado desarrollo de la medicina tradicional o natural. Los paltas manejaban formidables destrezas shamánicas, posiblemente derivadas de su origen selvático. La población de los territorios paltas para el momento de la invasión inca y la posterior llegada de los conquistadores españoles, podría estimarse en unos ochenta mil a cien mil habitantes, rebasará las posibilidades de una población agrícola reducida a las aprovechables de una región terriblemente abrupta y con limitadas posibilidades de riego. Esto parece haber obligado a los Paltas a expandirse hacia la zona Oriental especialmente, aprovechando áreas en que las facilidades del idioma y costumbres les eran más o menos conocidos. Jiménez de la Espada nos muestra, de la manera más diáfana, que en Cuxibamba existían casas para los caciques y jefes paltas templos para los shamanes y sacerdotes, fortalezas perfectamente equipadas y provistas de lo necesario para cuando arribarán los ejércitos cusqueños, casas para los artesanos y para los comerciantes, palacios para las vírgenes del sol.
La población se encontraba organizada de acuerdo al clásico sistema decimal incaico: un pueblo que tenía mil indios tenía su cacique a quién respetaban y conocían por señor; y este tenía diez principales que cada uno mandaba cien indios; y cada uno de los principales dichos de cien indios tenían diez principales o cinco ~ repartidos a diez indios o veinte cada uno de que tenía cuenta y por esta orden se gobernaban y regían. El cacique y señor mandaba a los principales lo que habían de hacer ~ así en cosas de trabajo como en juntar tributos, los cuales principales los repartían a prorrata por cantidad de los indios que mandaba; de manera que el trabajo y contribución era igual sin que recibiesen agravio; y en esta orden están y guardan y es la mejor que se les puede dar. Generalmente, en el interior de cada organización existían diferentes pueblos unidos entre sí por relaciones de parentesco. Los vínculos comunitarios eran muy fuertes.
Las armas que utilizaban, las ondas con piedras hechas a posta, y varas arrojadizas y hachuelas de cobre y rodelas y lanzas.
Quizás las más notables fueron el uso de la “chaquitaclla”, la construcción de andenes en las laderas de los cerros, una práctica muy visible que era abonar la tierra con guano de animal, el mejoramiento y la extensión del sistema de canales de drenaje y de irrigación. Los Paltas eran dueños de una cultura hidráulica altamente sofisticada, que les permitía aprovechar las abundantes aguas de lo temporada invernal para, mediante un sistema de apertura y mantenimiento de cochas (albarradas) en las partes altas, conservar el agua del invierno que posibilitaba mantener los acuíferos que surten a los ojos de agua y pequeñas vertientes, hacia abajo. No tenían días deputados para sus mercados más de ordinariamente cuando tenían necesidad, intercambiando unas cosas por otras o por oro y plata, manejaban muy bien el sistema de trueque, pero tenían ya en el oro y la plata la base para el intercambio, y un sistema claro de pesas y medidas. Todo se podía intercambiar a través del oro y la plata, que venía a constituirse en una forma elemental de moneda.
Las casas donde habitaban tenían paredes de palos o tablas y algunas cubiertas con barro a manera de tabiques y otras con paja; la cubija, en general, de la misma paja. Tienen en sus casas muchas vasijas y cántaros grandes y pequeños, para hacer el brebaje de maíz que llaman chicha y también dentro de sus casas tienen sus comida y algodón y lana, que en su mayoría son sus únicos utensilios. La ropa de que se visten es de las propias llamas y alpacas de sus tierras. La lengua de los paltas, no hay duda, estuvo emparentada con la lengua hablada por los pueblos jíbaros asentados en los territorios que actualmente constituyen la provincia de Zamora Chinchipe y fuertemente influida por el idioma quechua-andino, pero mantenido siempre por su identidad.

## Principales cacicazgos paltas
Para los conquistadores españoles, la provincia de Loja es la de los indígenas Paltas, pese al poco cuidado demostrado por los primeros cronistas en cuanto a la localización geográfica de estos grupos étnicos, nosotros intentaremos describir de la manera más precisa posible el espacio sobre el que se desarrollaron los diferentes pueblos paltas. Existen seis importantes cacicazgos en esta nación Palta: los Chaparras, los Garrochamba, los Ambocas, los Calvas, los Malacatos y los Camba

### Los chaparras
Según investigaciones se dice que los chaparras, eran indígenas que asaltan a los viajeros que transitaban por el camino real, o sea el incaico entre Tumbes y Saraguro. Esta referencia citada aunque no es totalmente coincidente nos permiten analizarla con el contenido de la cita de Cieza de León, ya que él dice que existía un importante camino transversal denominado incaico posiblemente utilizado desde antes de la invasión incaica que se dirigía desde Saraguro hacia la Costa Norte del actual Perú, de un camino a Paltas secundario que conducía de Saraguro hacia el centro minero que con los españoles pasó a llamarse Zaruma y Portovelo, y de allí hacia el puerto más activo e importante en el norte de la costa peruana durante la época precolonial y colonial en esta parte del continente.
Los chaparra debieron haberse asentado desde el nudo de Guagrauma hacia el norte, pasando por las hermosas campiñas de Saraguro y Paquizhapa hasta el río Oña. Según las crónicas de Miguel Cabello Valboa los saraguros quedan incluidos entre las etnias paltas. El cronista citado nos dice que los paltas atrincherados en fortalezas en la sierra de Saraguro resistieron a las tropas de Tupac Yupanqui.

### Los garrochamba
Los garrochambas amenazaban también la seguridad del camino real igual que los Chaparra, y se ubicaban a mitad del camino entre Zaruma y Loja a sus integrantes se los obligaba en 1592 a trabajar en las minas de Zaruma. Hay necesidad de considerar que entre el camino de Zaruma y Loja en las épocas precolonial y colonial bajaba de Zaruma por Salatí y Curtincapa hasta empalmar con el camino real incaico que venía por Vinoyacu, al nordeste del pueblo de San Lucas hasta el sitio Las Juntas. De este lugar derivaría hacia el suroccidente para descender por Taquil y luego por el río Trapichillo hasta Catamayo. En este valle se desviaba del camino real paro continuar hasta Loja. Por lo mismo, si nos atenemos a la cita que textualmente dice en lo que respecta al camino entre Zaruma y Loja.

### Los ambocas
Galo Ramón los ubica en el actual San Pedro de la Bendita. Nosotros como producto de nuestras investigaciones bibliográficas y conocedores del área a la que nos estamos refiriendo, pensamos que el espacio geográfico en el cual se desarrolló la etnia de Los Ambocas, con mayor propiedad, debe ubicarse a lo largo de la cuenca del río Ambocas (cuenca alta del río Pindo): de aquí continuando el curso de este río, aguas arriba, sigue por las actuales poblaciones de Ambocas, Santa Teresita y Poullo, hasta dar con El Cisne y San Pedro de la Bendita. En esta zona, más o menos, limitaban con el cacicazgo de los Garrochambas.

### Los calvas
Los documentos evocan con frecuencia la provincia de Calvas. o sea la que se extiende pasado el río del Catamayo adelante cuando uno viene de Loja Colonial, o sea a la orilla izquierda del Catamayo: corresponde sin duda alguna a la de Gonzanamá, Cariamanga. Colambo, y a una región muy accidentada, irrigada por los ríos Pindo (el nombre de este río se repite, como con frecuencia sucede en el caso de nuestra provincia, y está ubicado entre los actuales cantones de Quilanga, Espíndola) y Catamayo. Galo Ramón, por su parte, ubica a los Calvas en Cariamanga, Gonzanamá, Amaluza, Sozoranga y Macará. Si tomamos un mapa actual de la provincia de Loja, fácilmente identificamos el espacio geográfico que fue heredado de los antiguos Calvas. Los amplios territorios de esta etnia se localizan del río Catamayo, que cruza la provincia por el centro, de este a oeste, hacia el sur. O sea, que se corresponden con los cantones Gonzanamá, Quilanga, Espíndola, Calvas, Sozoranga y Macará, cubriendo un área equivalente a más o menos la tercera parte de la extensión de nuestra provincia. En su jurisdicción están comprendidos tres de los valles más amplios y feroces de los territorios Paltas: El Ingenio, Sabiango y Macará. Por su extensión, se trata del segundo cacicazgo más importante de la nación palta.

### Los malacatos
Hay muchas referencias de los cronistas de los primeros momentos de la Colonia sobre el grupo étnico de los Malacatos. Habitaron los flancos del Nudo de Sabanilla, donde colindaban con los Bracamoros, hacia el alto valle de Catamayo" (parece que por el Nudo de Sabanilla y Palanda estuvo, históricamente, la principal vía de ingreso desde la Amazonía sur ecuatoriana hacia las serranías lojanas. La otra se ubica hacia el norte de los territorios paltas, por la conexión Saraguro-Paquisha siguiendo por él Quingueado hasta el valle de Yacuambi). O sea que habitaban el extenso y hermoso valle de Piscobamba; esto es, de Palanda y Valladolid hacia Yangana, Quinara, La Palmira, Vilcabamba, Malacatos y de allí hasta la tierra de origen de la quina: Taxiche, Landangui, Rumishitana.

### Los paltas
Los paltas no constituyen un grupo étnico diferenciado según, Chantal Caillavet. Ella considera solamente cinco grupos: Chaparros, Garrochambas, Ambocas, Malacatos y Calvas. Los Paltas no han sido ubicados espacialmente: parece que la investigadora considera que el término Paltas sería una apelación genérica que califica, siguiendo a los españoles, a todos los grupos étnicos del Sur del Ecuador. Ningún documento del período (Colonial temprano les otorga una delimitación geográfica más o menos precisa. Galo Ramón, en cambio, los ubica “en Catacocha, Celica, Pózul, Puyango, Pindal y Zapotillo”. Es decir que los Paltas ocuparon el área más extensa de la actual provincia de Loja; esto es, los cantones de Olmedo, Chaguarpamba, Paltas, Celica, Pindal, Puyango y Zapotillo. Fácilmente los situamos desde el río Catamayo hacia el norte, hasta limitar con los ríos Ambocas, aguas abajo, donde toma el nombre de Pindo y luego Puyango hasta el punto donde pasa a la república del Perú con el nombre de Tumbes. Además de los seis cacicazgos antes nombrados, hay claras referencias a poblaciones y grupos étnicos menores, que se citan sin precisar su ubicación e importancia

## Después de la conquista
Lamentablemente en el caso de los Paltas ningún dialecto indígena, vestuario regionales ni modelos de organización social u ordenamiento económico logró sobrevivir la misión civilizadora inca, según cuenta Cieza de Leon, casi todos los grupos palta fueron dominados por los Incas, y civilizados a su contacto: 

“Toda la mayor parte de los pueblos sujetos a esta ciudad (Loja) fueron señoreados por los incas y no embargante que muchos destos naturales fuesen de poca razón, mediante la comunicación que tuvieron con ellos, se apartaron de muchas cosas que tenían de rústicos".

Pero la conquista les fue muy complicada, ya que los palta resistieron violentamente tanto al norte, hasta Saraguro como al sur, según Pedro Cieza de León, quien relata las guerras de conquista encabezadas por Tupac Inca Yupanqui: 

“en los Paltas y en Guancabamba, Caxas y Ayavaca y sus comarcas, tuvo gran trabajo en sojuzgar aquellas naciones, porque son belicosas y robustas y tuvo guerras con ellos más de cinco lunas”.

Una prueba de la dificultad de aquella conquista se trasparenta en la táctica a la que recurrieron los Incas, aquella que usaban en los casos difíciles, la construcción de fortalezas desde donde irradiaban soldados y provisiones para conquistar y controlar el territorio enemigo: 

“del tiempo que los Ingas, señores naturales conquistaron las dichas provincias, se aprovecharon de hacer fuerzas en sierras altas haciendo tres y cuatro cercas de pared de piedra, para estar fuertes y seguros y que lo estuviesen las gentes que dejaba en las dichas provincias, hasta domesticarlos y subjetarlos del todo; a las cuales fuerzas llaman en su lengua pucarais”.

Razón por la cual muchos investigadores todavía se interrogan y encuentran dificultad para explicarse la prematura y casi total desaparición de los pueblos Paltas quienes fueron exterminados en un periodo histórico muy breve. Más, al decir que los Paltas desaparecieron en un lapso de cuatro o cinco generaciones, no queremos expresar que estos fueron totalmente aniquilados, físicamente sino que fueron desestructurados, desorganizados, desaparecidos como pueblo Palta, como organización social que cohesionaba a varios señoríos étnicos o cacicazgos confederados y que reconocían a un mando central con sede en el Valle de Cuxibamba.
El enorme territorio de los paltas, entonces, comprendía toda la extensión de la actual provincia de Loja, más la parte alta -Suroriental- de la provincia de Zamora Chinchipe. En ese amplio espacio estaban asentados los seis señoríos étnicos o cacicazgos a los que antes nos hemos referido, todos ellos conformaron la Gran Confederación Palta", que se enfrentó como nación, bajo un solo mando reconocido por todos a los invasores incas primero y, más tarde, a los conquistadores iberos, lo que prueba la existencia de una real unidad cultural, ya que se trataba de etnias políticamente independientes unas de otras, que aceptaban la existencia de un mando central y de un núcleo de poder únicos en tiempos en los que había que hacer frente a un enemigo común.